# Parlamentswahl in Pakistan 1970
Die Parlamentswahlen in Pakistan 1970 fanden am 7. Dezember 1970 statt. Es wurden die Mitglieder der Nationalversammlung und der Provinzregierungen gewählt. Die Parlamentswahlen 1970 waren die ersten Wahlen in der Geschichte Pakistans und die ersten und einzigen vor der Unabhängigkeit Bangladeschs.

## Hintergrund

Pakistan 1947 bis 1971

Pakistan wurde formell mit der Teilung Indiens 1947 unabhängig und war danach bis 1956 ein Dominion im Rahmen des Commonwealth of Nations mit dem britischen Monarchen als Staatsoberhaupt. Nach Beschlussfassung einer Verfassung rief sich das Land am 23. März 1956 zur weltweit ersten Islamischen Republik aus. Die ersten landesweiten Wahlen (Wahlen zu den Provinzparlamenten hatte es bereits gegeben) in der Geschichte Pakistans waren für 1959 vorgesehen.

### Regime von Ayub Khan
Die anhaltende politische Instabilität führte jedoch dazu, dass Präsident Iskander Mirza das Kriegsrecht ausrief. Der Armeechef Ayub Khan wurde durch den Präsidenten mit der Regierungsführung beauftragt. Ayub Khan wurde zum Präsidenten, beförderte sich zum Feldmarschall und ernannte Muhammad Musa Khan zum neuen Armeechef.
Im Februar 1960 ließ Ayub Khan eine Kommission unter Vorsitz von Chief Justice Muhammad Shahabuddin, einrichten, die eine Verfassung ausarbeiten sollte. Der Bericht der Kommission bildete die Grundlage für die zweite Verfassung Pakistans 1962. Die neue Verfassung machte Pakistan zu einer Republik und führte ein präsidentielles Regierungssystem ein, das das parlamentarisches Regierungssystem der Verfassung 1956 ablöste. Die Verfassung 1962 führte außerdem das Electoral College als Wahlorgan ein. Die Präsidentschaftswahl im Jahr 1965 gewann Ayub Khan.
Der Unmut über Ayub Khan wuchs mit den Jahren vor allem in Ostpakistan. Dort war Mujibur Rahman, der Parteiführer der Awami-Liga, die treibende Kraft hinter dem Widerstand gegen Ayub Khan. Rahman stellte 1966 ein Sechs-Punkte-Programm in Lahore vor, das auf eine verstärkte Autonomie Ostpakistans innerhalb Pakistans abzielte.
Mujibur Rahman wurde 1968 der Verschwörung und Volksverhetzung beschuldigt und für die politische instabile Lage in Pakistan verantwortlich gemacht. Verschwörung konnte ihm nicht nachgewiesen werden. Es wurde aber bekannt, dass Rahman sich 1962 und 1965, nach dem Zweiten Indisch-Pakistanischen Krieg, im Geheimen mit Vertretern der indischen Regierung getroffen hatte. Dieser Vorfall führte zu Unruhen in Ostpakistan. Außerdem reichte Außenminister Zulfikar Ali Bhutto seinen Rücktritt ein, gründete 1967 die Pakistan Peoples Party und schloss sich der Opposition gegen Ayub Khan an. Ayub Khan geriet innenpolitisch zunehmend unter Druck und übergab am 25. März 1969 die Regierungsgewalt an Armeechef Yahya Khan.

### Regime von Yahya Khan
Die Regierung von Yahya Khan rief am 25. März 1969 abermals das Kriegsrecht aus und setzte die Verfassung außer Kraft. In einer Pressekonferenz am 11.  April 1969 erklärte Yahya Khan, dass die Armee die politische Macht so bald wie möglich an gewählte Volksvertreter übergeben wolle. Am 30. März 1970 erließ Khan eine Verordnung, die Province of West Pakistan (Dissolution) Order, 1970, die die bisherige Provinz West-Pakistan auflöste und in vier neue Provinzen (Sindh, Punjab, Belutschistan und die Nordwestliche Grenzprovinz), sowie zwei Bundesterritorien (die Hauptstadt Islamabad und die nordwestlichen Stammesgebiete unter Bundesverwaltung) aufteilte.
General Khan beauftragte eine Kommission, die sich mit der Ausarbeitung einer neuen Verfassung beschäftigen sollte. In einer landesweiten Rundfunkansprache am 28. November 1969 legte er seine Vorstellungen von der neuen Verfassung dar. Diese wurden in Form des Legal Framework Order („Verordnung zu den gesetzlichen Rahmenbedingungen“) am 30. März 1970 veröffentlicht. Nach dem Legal Framework Order sollte die neu zu wählende Nationalversammlung Pakistans aus 300 gewählten Abgeordneten bestehen. Hinzu sollten 13 für Frauen reservierte Sitze kommen. Die Verteilung der Wahlkreise bzw. Abgeordnetensitze auf die Provinzen sah folgendermaßen aus:
| Provinz                               | Abgeordnete (Wahlkreise) | reservierte Sitze |
| ------------------------------------- | ------------------------ | ----------------- |
| Ostpakistan                           | 162                      | 07                |
| Punjab                                | 082                      | 03                |
| Sindh                                 | 027                      | 01                |
| Nordwestliche Grenzprovinz            | 018                      | 01                |
| Belutschistan                         | 04                       | 01                |
| Stammesgebiete unter Bundesverwaltung | 07                       | –                 |
| Gesamt                                | 300                      | 13                |

Nach Artikel 13 des Legal Framework Order wurde der Wahltermin für die Nationalversammlung auf den 5. Oktober 1970 und für die Parlamente der fünf Provinzen auf spätestens den 22. Oktober 1970 festgesetzt. Yahya Khan ging nicht davon aus, dass Rahman mit der Awami-Liga die Wahlen 1970 gewinnen werde. Jedoch kam es in Ostpakistan zu einer Naturkatastrophe, die wesentlichen Einfluss auf den Ausgang der Wahl hatte. In der Nacht vom 12./13. November 1970 erreichte ein als schwerer Zyklon eingestufter tropischer Wirbelsturm die Küste Ostpakistans, der Sturmfluten, Überschwemmungen und Erdrutsche von katastrophalen Ausmaßen mit sich brachte. Geschätzt bis zu eine halbe Million Menschen kamen ums Leben und enorme wirtschaftliche Schäden waren zu verzeichnen. Die Katastrophe steigerte die Wut der Bewohner Ostpakistans gegen die pakistanische Regierung, von der sich die Bewohner Ostpakistans vernachlässigt und im Stich gelassen fühlten.

## Parteien und Kandidaten
Die Parlamentswahl 1970 wurde als relativ faire Wahl angesehen, da 24 Parteien antraten. Aufgrund des geltenden relativen Mehrheitswahlrechts waren große Parteien, bzw. Parteien mit regionalen Wählerschwerpunkten begünstigt. Letztlich konkurrierten vor allem zwei Parteien miteinander – die Awami-Liga und die PPP. Die pakistanische Regierung unterstützte die pro-islamischen Parteien. Die Jamaat-e-Islami warf der Awami-Liga separatistische Bestrebungen vor.

### Wahlkampf in Ostpakistan
Beide Parteien konnten im jeweiligen Landesteil auf sehr viel Unterstützung zurückgreifen. Die Awami-Liga richtete ihren Wahlkampf nach ihrem Sechs-Punkte-Programm aus, das in Ostpakistan auf breite Zustimmung stieß. Die Awami-Liga konnte in Ostpakistan die Stimmenmehrheit und fast alle Wahlkreise gewinnen. Auch in Gesamtpakistan erhielt sie die meisten Stimmen und konnte sich die meisten Sitze im Parlament und im Senat sichern. Sowohl Awami-Liga, als auch PPP konnten im jeweiligen anderen Landesteil keine Sitze gewinnen. Die Politiker in Westpakistan weigerten sich jedoch, der Partei aus Ost-Pakistan die Regierungsgewalt in beiden Landesteilen zu übergeben.

### Wahlkampf in Westpakistan

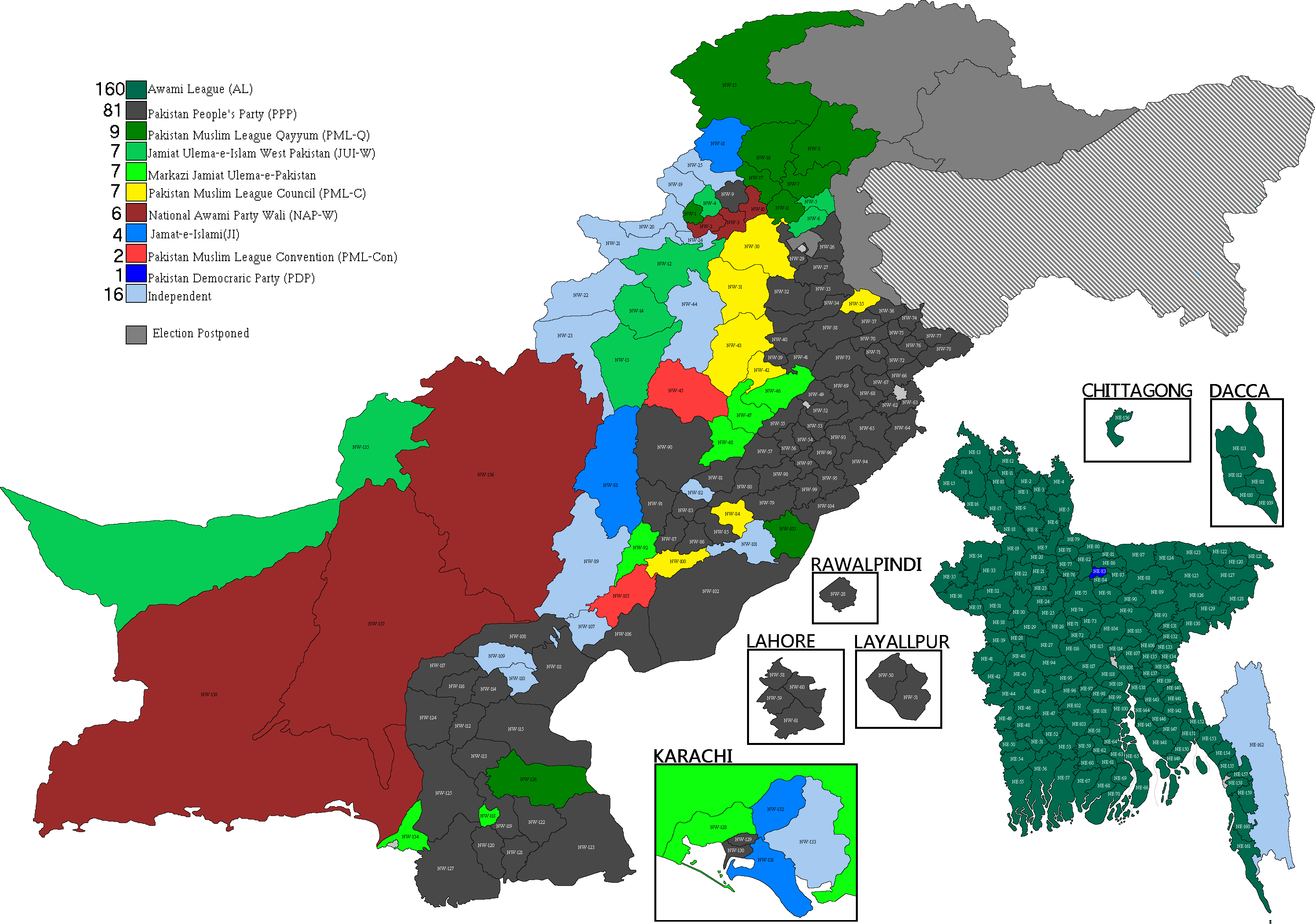
Ergebnis der Parlamentswahl nach Wahlkreisen: dunkelgrün - Awami-Liga, schwarz - PPP

Die politische Situation in Westpakistan war eine ganz andere. Die pakistanische Bevölkerung war zwischen verschiedenen Parteien gespalten. Die Muttahida-Qaumi-Bewegung berief sich in ihrem Wahlkampf auf den politischen Islam und wollte die Schariagesetze wieder einführen. Die Pakistan Muslim League berief sich auf die Vision von Muhammad Ali Jinnah und wollte Pakistan nach dessen Vorstellungen gestalten. Die einzelnen Parteien kritisierten sich jedoch gegenseitig. Es nahmen insgesamt 1.957 Kandidaten an den Wahlen teil.

## Ergebnis
Die Awami League unter der Führung von Sheikh Mujibur Rahman gewann 160 Sitze im Parlament. Die PPP um Zulfiqar Ali Bhutto konnte nur 81 Sitze auf sich vereinigen.